# Hücheln (Eschweiler)

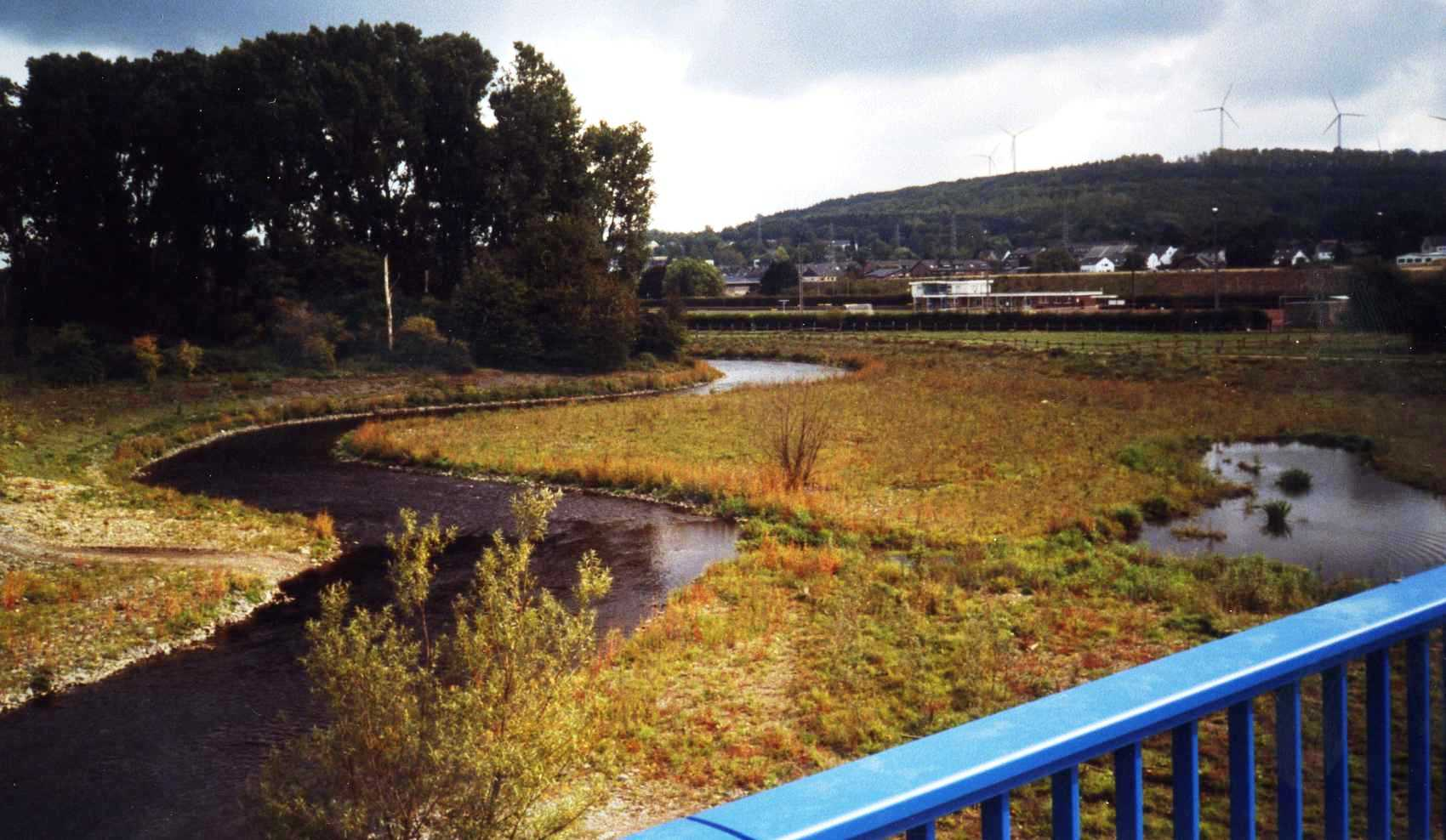
Blick über die Indeauen auf Hücheln

Hücheln ist ein Stadtteil Eschweilers südlich der Inde im östlichen Stadtgebiet bei Weisweiler. Hücheln bildet einen Doppelstadtteil mit dem geschichtlich jüngeren Wilhelmshöhe. Zu Eschweiler in der Städteregion Aachen gehört Hücheln seit 1972, davor zu Weisweiler im Kreis Düren. Der Ortsname wird auf einer preußischen Landkarte von 1846 „Heucheln“ geschrieben.

## Verkehr
Seit Ende 2005 führt die umgeleitete B264 unmittelbar am Ortsrand vorbei. Die nächste Autobahnanschlussstelle ist „Eschweiler-Ost“ auf der A 4.
Der nächste Euregiobahn-Haltepunkt ist „Eschweiler-Weisweiler“.
Über die Haltestelle „Hüchelner Straße“ wird Hücheln von den AVV-Buslinien 28 und 52 der ASEAG mit Wilhelmshöhe, Weisweiler und „Eschweiler Bushof“ verbunden.
| Linie | Verlauf |
| ----- | --- |
| 28    | Alsdorf-Annapark – Schaufenberg – Siedlung Ost – Mariadorf – Hoengen – Warden – Kambach – Kinzweiler – Hehlrath – Röhe – Eschweiler Bushof – Rathaus – Herz-Jesu-Kirche – Weisweiler – Hücheln (– Langerwehe Bf – Langerwehe Schulzentrum) |
| 52    | (Hücheln – Weisweiler –) Eschweiler Südstraße – Rathaus – Eschweiler Bushof – Röhe – Talbot – Ludwig Forum – Aachen Bushof |

## Römerfunde
Am 23. August 1986 wurde eine Römersiedlung des 3. bis 1. Jahrhunderts v. Chr. am Ortsausgang von Hücheln gefunden: mindestens drei Steinhäuser, Holzgebäude und ein großer Pfeilerbau. Die Siedlung „Im Römerfeld“ steht auf den Resten eines römischen Prachthauses.